# Ryjówek czarny
Ryjówek czarny (Palawanosorex ater) – gatunek owadożernego ssaka z rodziny ryjówkowatych (Sorcidae). Znany jedynie z holotypu znalezionego na szczycie Kinabalu w stanie Sabah w malezyjskiej części Borneo na wysokości 1650 m n.p.m. Stan populacji nieznany. Nie ma prawie żadnych informacji na temat ekologii tego ssaka, holotyp został zebrany w górskich lasach Kinabalu. W Czerwonej księdze gatunków zagrożonych Międzynarodowej Unii Ochrony Przyrody i Jej Zasobów został zaliczony do kategorii DD (niedostateczne dane). Nie są znane zagrożenia dla tego gatunku. W 2022 roku został przeniesiony na podstawie danych molekularnych z Suncus do Palawanosorex.